# Equipo de sacerdotes in solidum
En 1983, la Iglesia católica introdujo la posibilidad de confiar el  cuidado pastoral, de una o varias parroquias a un equipo de sacerdotes in solidum. Esta disposición del Código de Derecho Canónico de 1983, que se asemeja a los antiguos modelos de atención pastoral en las  iglesias titulares Romanas con sus colegios de sacerdotes, se introdujo para ayudar a resolver algunas de las dificultades a las que se enfrentan muchas diócesis. Estas dificultades incluyen escasez de sacerdotes, parroquias urbanas superpobladas, parroquias rurales agotadas y dispersas, y disminución de la asistencia a Misa. Este modelo de atención pastoral se considera una forma práctica de promover la corresponsabilidad pastoral, así como de fomentar un mayor sentido del  presbiterio entre los sacerdotes de una diócesis.

## Establecimiento
Canon 517 § 1 del Código de Derecho Canónico de 1983, establece una norma genérica para constituir un equipo de sacerdotes que atienda una o varias parroquias; ubi adiuncta id requirant (cuando las circunstancias lo requieran), que concede flexibilidad al obispo diocesano a la hora de organizar las estructuras de atención pastoral dentro de su diócesis: "Cuando las circunstancias lo requieran, el cuidado pastoral de una parroquia o de varias parroquias juntas puede confiarse a varios sacerdotes in solidum, con la exigencia, sin embargo, de que en el ejercicio del cuidado pastoral uno de ellos sea el moderador, es decir, el que ha de dirigir la acción conjunta y responder de ella ante el obispo." Sin embargo, la Comisión Codificadora encargada de redactar los cánones sobre el cuidado pastoral in solidum expresó que debía considerarse una disposición "excepcional".

## Naturaleza del equipo
Los comentaristas reconocen que existe confusión en cuanto al oficio eclesiástico conferido al equipo de sacerdotes in solidum. La ley confía la cura pastoralis (atención pastoral) a cada miembro del equipo de sacerdotes por igual. Sin embargo, el equipo de sacerdotes no es una persona jurídica. El equipo está formado por sacerdotes individuales que asumen el cuidado pastoral simultánea o conjuntamente, y están obligados a la mayoría de los deberes propios de un sacerdote parroquial.
En general, se admite que se confiere a todos los sacerdotes del equipo un único oficio parroquial para el cuidado pastoral de la parroquia o parroquias encomendadas. Sin embargo, el modus procendi (modo de proceder) para ejercer el oficio sólo se comprende cuando se entiende el principio jurídico in solidum. El término jurídico tiene su origen en el Derecho romano de obligaciones; donde la celebración de un acuerdo in solidum implicaba un alto grado de riesgo. Ya que si un acreedor había recibido todo lo que se le debía, o un deudor había pagado todo, no había derecho posterior de contribución por parte de los demás.
Se desarrollaron diversos métodos jurídicos para evitar las pérdidas personales derivadas de los acuerdos in solidum. Entre ellos estaba la formación de societates (sociedades) o asociaciones que se creaban por consentimiento mutuo y se caracterizaban por un compromiso vinculante de fraternitas (fraternidad) y se establecían antes de entrar en acuerdos in solidum. El eminente canonista Eugenio Corecco ha sugerido que in solidum, en el contexto de la atención parroquial, refleja análogamente la responsabilidad diversa, pero aún colectiva, de todos los miembros del presbiterio de una Iglesia particular.

## Derechos y deberes del moderador
Al constituir un equipo de sacerdotes in solidum, el obispo diocesano debe delinear los derechos y deberes específicos del moderador. El punto central de la autoridad del moderador dentro del equipo de sacerdotes es garantizar que los fieles sean asistidos por sus pastores de las riquezas espirituales de la Iglesia, especialmente de la palabra de Dios y de los Sacramentos.
La función principal del moderador es dirigir la acción común del equipo, responsabilizarse de esa acción común ante el obispo diocesano y dirigir el ejercicio de facultades que tienen todos los miembros del equipo. Al moderador se le confía también la representación jurídica de la parroquia o parroquias. Sin embargo, esto no le habilita automáticamente como administrador de los bienes parroquiales, y de ahí la necesidad de una disposición de derecho particular. Su relación con los consejos pastorales y económicos parroquiales debe establecerse también en el derecho particular.

## Derechos y deberes de los sacerdotes
Es necesario que el obispo diocesano determine qué cualidades particulares se requieren para este oficio parroquial. Se recomienda encarecidamente que el obispo establezca con el equipo, una división de las tareas pastorales en un plan común, que debe ser esbozado en el decreto de nombramiento de cada sacerdote. También deben aclararse las cuestiones relativas a la obligación de Residencia y vida comunitaria, así como la consideración de la obligación in solidum de celebrar la missa pro populo.
Por último, el cese en el oficio eclesiástico por parte de alguno de los miembros del grupo in solidum no deja vacante el oficio parroquial.